# Hébridas Exteriores
As Hébridas Exteriores, também conhecidas como Ilhas Ocidentais (em inglês: Outer Hebrides ou Western Isles; oficialmente designadas pelo nome em gaélico escocês, Na h-Eileanan Siar), são uma Área de Conselho (ou Council Area), uma das 32 novas subdivisões administrativas da Escócia, criadas em 1996.
Compreendem as ilhas mais a oeste das Hébridas.

## Descrição
Nestas ilhas, o idioma gaélico escocês é utilizado formalmente e continua a ser muito falado, embora algumas áreas já tenham sido amplamente suplantadas pelo inglês.
O nome que o Parlamento do Reino Unido tem para este distrito eleitoral é Na h-Eileanan an Iar, enquanto que o Parlamento escocês usa o nome oficial de Wester Isles (Ilhas Ocidentais) e Eilean Siar.
As ilhas foram conhecidas como Suðreyjar (Ilhas do Sul) durante o domínio norueguês, que perdurou durante cerca de duzentos anos, até que a soberania foi passada para a Escócia pelo Tratado de Perth, em 1266, depois da Batalha de Largs três anos antes.
Coloquialmente, as ilhas são referidas pela população como An t-Eilean Fada ou "The Long Island" (As Ilhas Longas) e Na h-Eileanan a-Muigh ou "Outer Isles" (Ilhas Exteriores). 

## Ilhas
As ilhas das Outer Hebrides formam um arquipélago, contendo também pequeninas ilhas afastadas. As maiores ilhas são Lewis and Harris, North Uist, Benbecula, South Uist, e Barra. 
A maior parte da costa das ilhas são de planícies arenosas férteis com plantas rasteiras.
Há também, nas águas em vilta do arquipélaga, numerosas espécies raras, incluindo a Águia-real, Codornizão, Tubarão-elefante e animais como baleia, golfinho e lontra.

### Ilhas habitadas

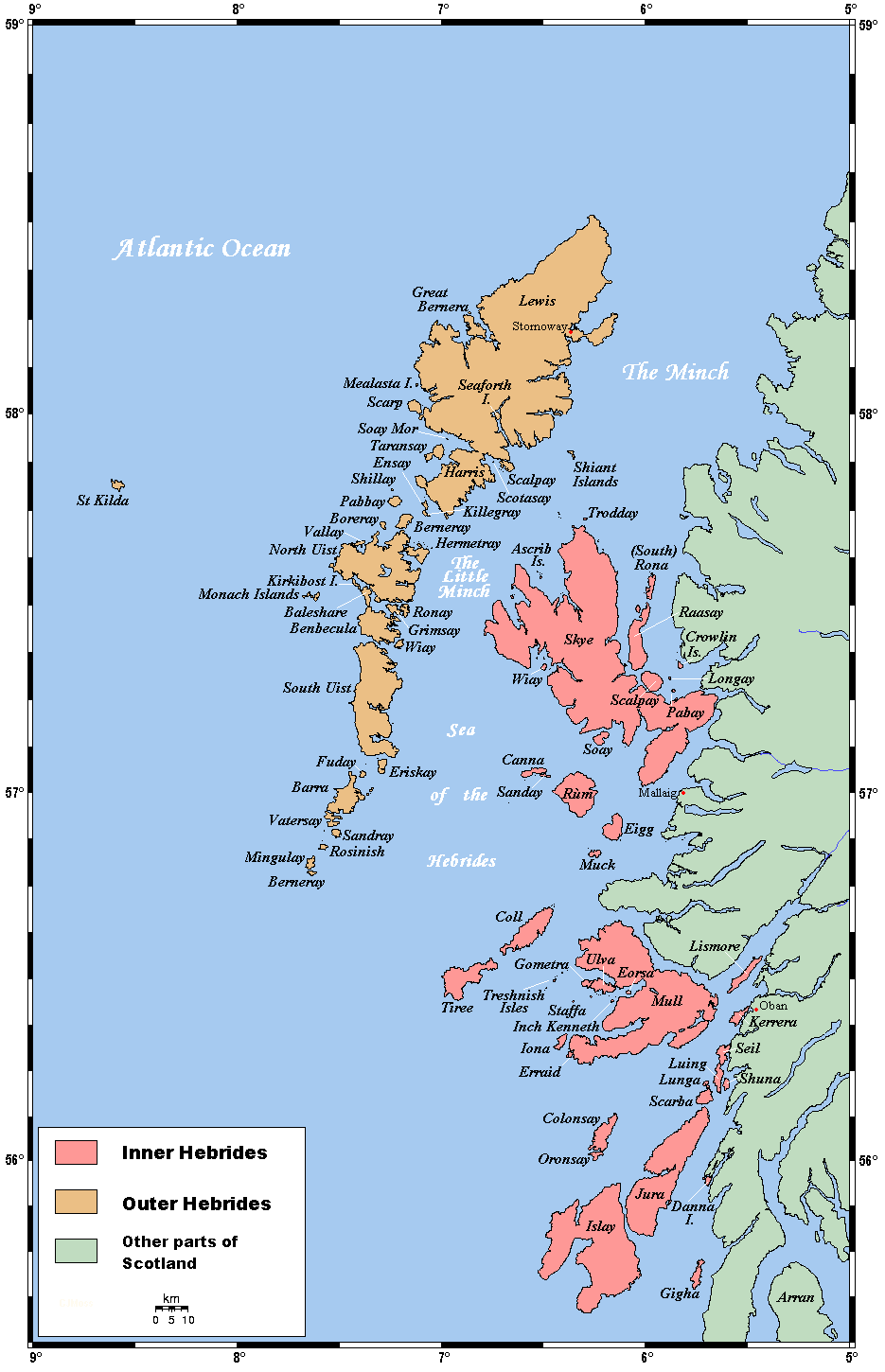
As Hébridas (Outer Hebrides em laranjado).

| Ilha                          | censo de 2001 |
| ----------------------------- | ------------- |
| Lewis and Harris              | 19,918        |
| South Uist                    | 1,818         |
| North Uist                    | 1,271         |
| Benbecula                     | 1,219         |
| Barra                         | 1,078         |
| Scalpay                       | 322           |
| Great Bernera                 | 233           |
| Grimsay                       | 201           |
| Berneray, North Uist          | 136           |
| Eriskay                       | 133           |
| Vatersay                      | 94            |
| Baleshare                     | 49            |
| Grimsay, South East Benbecula | 19            |
| Flodaigh                      | 11            |
| Total (2001)                  | 26,502        |

### Ilhas não habitadas
Entre as ilhas não habitadas estão:
- Barra Isles, Boreray
- Calvay, Campay
- Eilean Chaluim Chille, Eilean Iubhard, Eilean Kearstay, Eileanan Iasgaich, Ensay
- Fiaray, Floday, Flodday, Floddaybeg, Flodaigh Mòr, Fuday, Fuiay
- Gighay, Gilsay, Groay
- Hellisay, Hermetray
- Killegray, Kirkibost
- Lingay, Little Bernera
- Mealasta Island, Mingulay
- Opsay, Oronsay, Orosay
- Pabbay near Harris, Pabbay Mòr
- Ronay
- Seaforth Island, Scaravay, Scarp, Scotasay, Shiant Islands, Shillay, Soay Beag, Soay Mòr, Stockinish Island, Stromay, Stuley, Sursay
- Tahay, Taransay
- Vacsay, Vallay, Vuia Beag, Vuia Mòr
- Wiay

Existem também várias ilhas pequenas e afastadas do arquipélago principal. A oeste estão Monach Islands, Flannan Isles, St Kilda, e Rockall, em ordem crescente de distância. A posse da ilha de Rockall pelo Reino Unido continua tendo uma disputa internacional.
Aproximadamente a meio caminho de St. Kilda e Rockall está o Anton Dohrn Seamount, um imenso vulcão submerso.
Ao norte estão North Rona e Sula Sgeir, duas pequenas e remotas ilhas. Nem sempre incluídas como parte das Outer Hebrides, elas estão, todavia, sob administração desta.

## A língua gaélica escocesa nas ilhas
As ilhas ocidentais têm uma área com muitos falantes de gaélico. Os censos de 1901 e 1921 mostraram que havia falantes em mais de 75% de todos os municípios (parishes), incluindo áreas de alta densidade populacional como em Stornoway. Já no censo de 1971 a maioria das regiões tinham mais de 75%, com exceção de Stornoway, Benbecula South Uist variando de 50 a 74%.
No censo de 2001 cada Hébrida tinha por volta de 50% de falantes: Na Lewis 56%, em Harris 69%, em North Uist 67%, em Benbecula 56%, em South Uist 71% e em Barra 68%. Ao todo foram calculados 59.6% de falantes de gaélico, num total de 15.842 habitantes, tornando as ilhas a maior região falande de gaélico no mundo.

### Maior concentração de falantes
As áreas com a maior densidade são:
- Scalpay, Newtonferry e Kildonan (superior a 80%)
- Daliburgh, Linshader, Eriskay, Brue, Boisdale, West Harris, Ardveenish, Soval, Ness, Scaliscro and Bragar (superior a 75%)

- A maioria das outras áreas têm uma média de 60-74%.

- A mais baixa densidade de falantes são encontrados em: Stornoway 44%, Braigh 41%, Melbost 41%, e Balivanich 37%.

## História
As Hébridas Exteriores e Interiores ficaram sob controle nórdico antes do século IX. O controle nórdico das Hébridas foi formalizado em 1098 quando Edgar da Escócia rubricou as ilhas para Magno III da Noruega. O conformismo escocês de Magno III como rei das Ilhas veio depois que o rei conquistou as ilhas Orkney, as Hébridas e a Ilha de Man numa campanha rápida mais cedo no mesmo ano, deixando várias ilhas sob governo de líderes noruegueses. Ao conquistar as ilhas, Magno III persuadiu os nórdicos, que tinham capturado as ilhas séculos antes, e impôs um controle real mais direto.
O controle nórdico das Hébridas aconteceu com constantes batalhas até o acordo de partilha das Hébridas em 1156. As Outer Hebrides iriam permanecer sob o controle do então denominado Reino de Mann e das Ilhas (Kingdom of Mann and the Isles) enquanto as Inner Hebrides eclodiram sob a liderança de Somerled. Depois de sua vitória de 1156, Somerled levou dois anos para ter o controle total da Ilha de Man e se tornou o último Rei de Mann e das Ilhas a governar todas as ilhas que o reino incluia. Depois da more de Somerled em 1164 os governantes de Mann tiveram apenas o controle das Outer Hebrides.
Com o Tratado de Perth de 1266 as Outer Hebrides, juntamente com a Ilha de Man, foram submetidas novamente ao então Reino da Escócia.

## Governo local

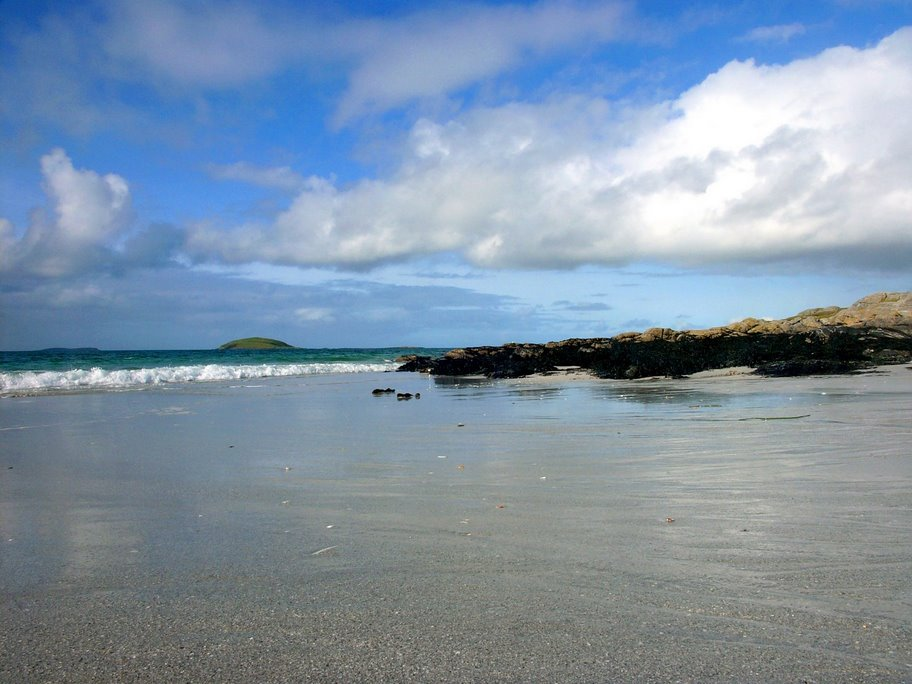
Eriskay, ilha ao sul de Outer Hebrides.

As Outer Hebrides tem sido uma autoridade unitária (subdivisão administrativa) desde 1975. Na maioria da Escócia autoridades unitárias não foram estabelecidas até 1996. Desde então as ilhas formaram uma das 32 unidades de conselho que agora cobrem toda a extensão da Escócia.
As Outer Hebrides são chamadas localmente por "the Comhairle" ou "a' Chomhairle" e a sede de conselho encontra-se em Stornoway na região de Lewis. Antes de 1975 Lewis fazia parte do condado de Ross-shire e o resto do arquipélago, incluindo Harris, era parte de Inverness-shire. 
As Outer Hebrides fazem parte dos Jogos Atléticos das Ilhas (International Island Games).

## Religião
O Cristianismo tem raízes profundas nas Ilhas, mas pertencendo principalmente a diferentes devotamentos de clãs no passado, as pessoas das ilhas do norte (Lewis, Harris, North Uist, etc.) tem historicamente sido predominantemente protestantes (presbiteriano) e as pessoas das ilhas do sul (Benbecula, South Uist, Barra, etc.) predominantemente católicos romanos. Existem também pequenas congregações em 'Lewis and Harris', embora muitos de seus membros terem vindos de regiões externas às ilhas.
Na região norte das ilhas (particularmente Lewis and Harris) tem sido descritas como o último baluarte do calvinismo fundamentalista na Grã-Bretanha com um grande número de habitantes pertencendo à Igeja protestante livre e à, mais conservadora, Igreja Presbiteriana da Escócia. 
Os cultos na Igreja Livre, na Igreja Presbiteriana em algumas congregações da Igreja Protestante Escocesa não usam nenhum instrumento musical ou outras músicas além dos salmos métricos. Em 2006 houve uma controvérsia sobre a decisão de uma companhia de balsas de navegar para Harris no sábado, contrariando a adoção religiosa do sabatismo.
O conselho de Outer Hebrides rejeitou em sua região de autoridade, no ano de 2005, o Civil Partnerships Act 2004 que garantia o direito de casamentos homossexuais no Reino Unido.

## Balsas

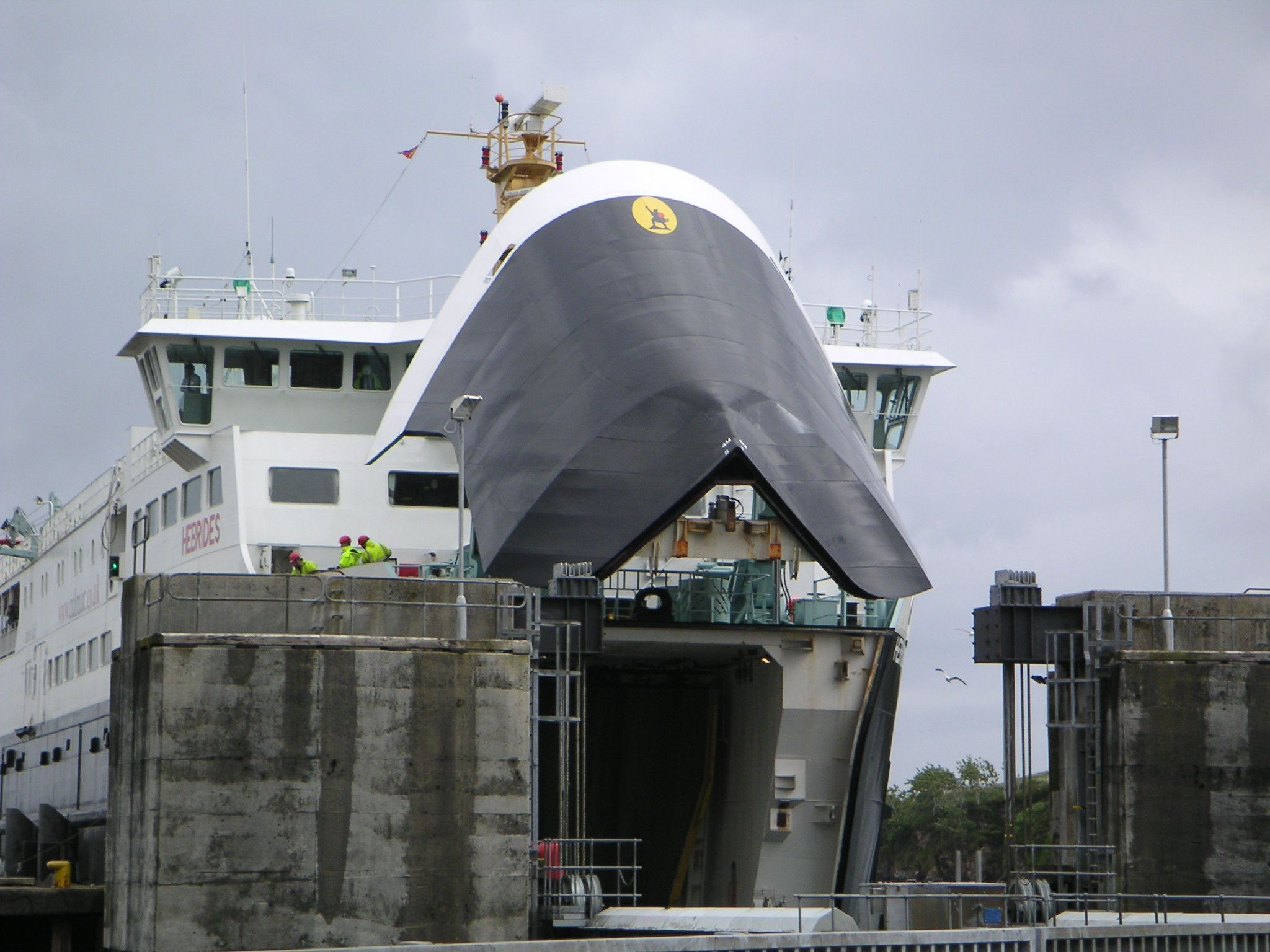
Balsa da rota Uig — Tarbert.

O serviço de balsas entre as Outer Hebrides e a área continental da Escócia operam nas seguintes rotas de ida e volta:
Ordem:Cidade/aldeia (ilha em que está)
- Oban — Castlebay (Barra)
- Oban — Lochboisdale (South Uist)

- Uig (Skye) — Tarbert (Harris)
- Uig — Lochmaddy (North Uist)

- Ullapool — Stornoway (Lewis)

- Tiree — Castlebay (Barra) (apenas aos domingos)

Outras balsas operam também internamente entre as ilhas.